# Beşiktaş Jimnastik Kulübü 2011-2012 (pallacanestro maschile)
Questa voce raccoglie le informazioni riguardanti la sezione cestistica del Beşiktaş Jimnastik Kulübü nelle competizioni ufficiali della stagione 2011-2012.

## Stagione
La stagione 2011-2012 del Beşiktaş Jimnastik Kulübü è la 44ª nel massimo campionato turco di pallacanestro, la Türkiye 1. Basketbol Ligi.

## Roster
Aggiornato al 18 agosto 2018.
| Milangaz Beşiktaş 2011-12 | Milangaz Beşiktaş 2011-12 |
| Giocatori                 | Staff tecnico             |
| ------------------------- | ------------------------- |

| N. | Naz.                                        | Ruolo | Nome               | Anno | Alt.   | Peso   |  |
| -- | ------------------------------------------- | ----- | ------------------ | ---- | ------ | ------ |  |
| 4  | Turchia (bandiera)                          | G     | Mehmet Yağmur      | 1987 | 186 cm | 80 kg  |  |
| 5  | Turchia (bandiera)                          | AG    | Barış Hersek       | 1988 | 207 cm | 95 kg  |  |
| 6  | Turchia (bandiera)                          | G     | Kartal Özmızrak    | 1995 | 188 cm | 78 kg  |  |
| 7  | Serbia (bandiera)                           | C     | Zoran Erceg        | 1985 | 211 cm | 118 kg |  |
| 8  | Stati Uniti (bandiera)                      | P     | Deron Williams     | 1984 | 191 cm | 91 kg  |  |
| 8  | Turchia (bandiera)                          | P     | Can Akın           | 1983 | 190 cm | 83 kg  |  |
| 9  | Turchia (bandiera)                          | C     | Semih Erden        | 1986 | 211 cm | 109 kg |  |
| 10 | Porto Rico (bandiera)                       | P     | Carlos Arroyo      | 1979 | 188 cm | 92 kg  |  |
| 11 | Turchia (bandiera)                          | G     | Mehmet Ali Yatağan | 1993 | 186 cm | 74 kg  |  |
| 12 | Turchia (bandiera)                          | C     | Adem Ören          | 1979 | 207 cm | 107 kg |  |
| 15 | Turchia (bandiera)                          | AP    | Serhat Çetin       | 1986 | 197 cm | 95 kg  |  |
| 21 | Stati Uniti (bandiera)                      | AP    | Marcelus Kemp      | 1984 | 196 cm | 94 kg  |  |
| 32 | Turchia (bandiera)                          | AG    | Serkan Özver       | 1990 | 207 cm | 102 kg |  |
| 33 | Stati Uniti (bandiera)                      | AP    | Adam Morrison      | 1984 | 203 cm | 93 kg  |  |
| 34 | Stati Uniti (bandiera)                      | AP    | David Hawkins      | 1982 | 195 cm | 102 kg |  |
| 35 | Stati Uniti (bandiera) · Turchia (bandiera) | C     | Ersin Dağlı        | 1981 | 203 cm | 111 kg |  |
| 44 | Regno Unito (bandiera)                      | AG    | Pops Mensah-Bonsu  | 1983 | 207 cm | 108 kg |  |

| Allenatore                                                            |
| - Ergin Ataman                                                        |
| Assistente/i                                                          |
| - Yakup Sekizkök Legenda - (C) Capitano - (IN) Inattivo - Infortunato |

- Dottore del Club:  Murat Murtezauglu
- Manager:  Ayhan Optur
- Fiseoterapista:  Aydin Demirozu

## Mercato

### Sessione estiva
| Acquisti | Acquisti       | Acquisti       | Acquisti   | Acquisti |
| R.a      | Nome           | da             | Modalità   |          |
| -------- | -------------- | -------------- | ---------- | -------- |
| AG       | Barış Hersek   | Anadolu Efes   | definitivo |          |
| C        | Zoran Erceg    | Olympiakos     | definitivo |          |
| G        | Mehmet Yağmur  | Türk Telekom   | definitivo |          |
| P        | Deron Williams | N.J. Nets      | definitivo |          |
| P        | Can Akın       | Olin Edirne    | definitivo |          |
| C        | Semih Erden    | Boston Celtics | definitivo |          |
| AG       | Adem Ören      | Türk Telekom   | definitivo |          |
| AP       | David Hawkins  | Olimpia Milano | definitivo |          |
| C        | Ersin Dağlı    | Anadolu Efes   | definitivo |          |

| Cessioni | Cessioni         | Cessioni            | Cessioni       | Cessioni |
| R.       | Nome             | a                   | Modalità       |          |
| -------- | ---------------- | ------------------- | -------------- | -------- |
| P        | Mire Chatman     | Karşıyaka           | fine contratto |          |
| AG       | İsmail Çevik     | Selçuk Üniversitesi | fine contratto |          |
| C        | Hüseyin Beşok    | Hacettepe Üniv.     | fine contratto |          |
| G        | Mustafa Abi      | Olin Edirne         | fine contratto |          |
| G        | Cüneyt Erden     | Free agent          | fine contratto |          |
| G        | Serkan Erdoğan   | Bandırma Banvit     | fine contratto |          |
| AC       | Michał Ignerski  | Nižnij Novgorod     | fine contratto |          |
| P        | Allen Iverson    |                     | ritirato       |          |
| C        | Fëdor Licholitov | Kr. Kryl. Samara    | fine contratto |          |
| C        | A.J. Ogilvy      | Valencia            | fine contratto |          |
| AG       | Cevher Özer      | Galatasaray         | fine contratto |          |
| A        | Bekir Yarangüme  | Türk Telekom        | fine contratto |          |

### Dopo l'inizio della stagione
| Acquisti | Acquisti          | Acquisti   | Acquisti         | Acquisti   |
| R.       | Nome              | da         | Data             | Modalità   |
| -------- | ----------------- | ---------- | ---------------- | ---------- |
| AG       | Pops Mensah-Bonsu | Free agent | 5 dicembre 2011  | definitivo |
| P        | Carlos Arroyo     | Free agent | 22 dicembre 2011 | definitivo |
| AP       | Adam Morrison     | Free agent | 9 gennaio 2012   | definitivo |

| Cessioni | Cessioni       | Cessioni       | Cessioni         | Cessioni       |
| R.       | Nome           | a              | Data             | Modalità       |
| -------- | -------------- | -------------- | ---------------- | -------------- |
| P        | Deron Williams | N.J. Nets      | 30 novembre 2011 | fine contratto |
| C        | Semih Erden    | Boston Celtics | 30 novembre 2011 | fine contratto |
| AP       | Adam Morrison  | Free agent     | 14 aprile 2012   | rescissione    |